# Engenharia automóvel

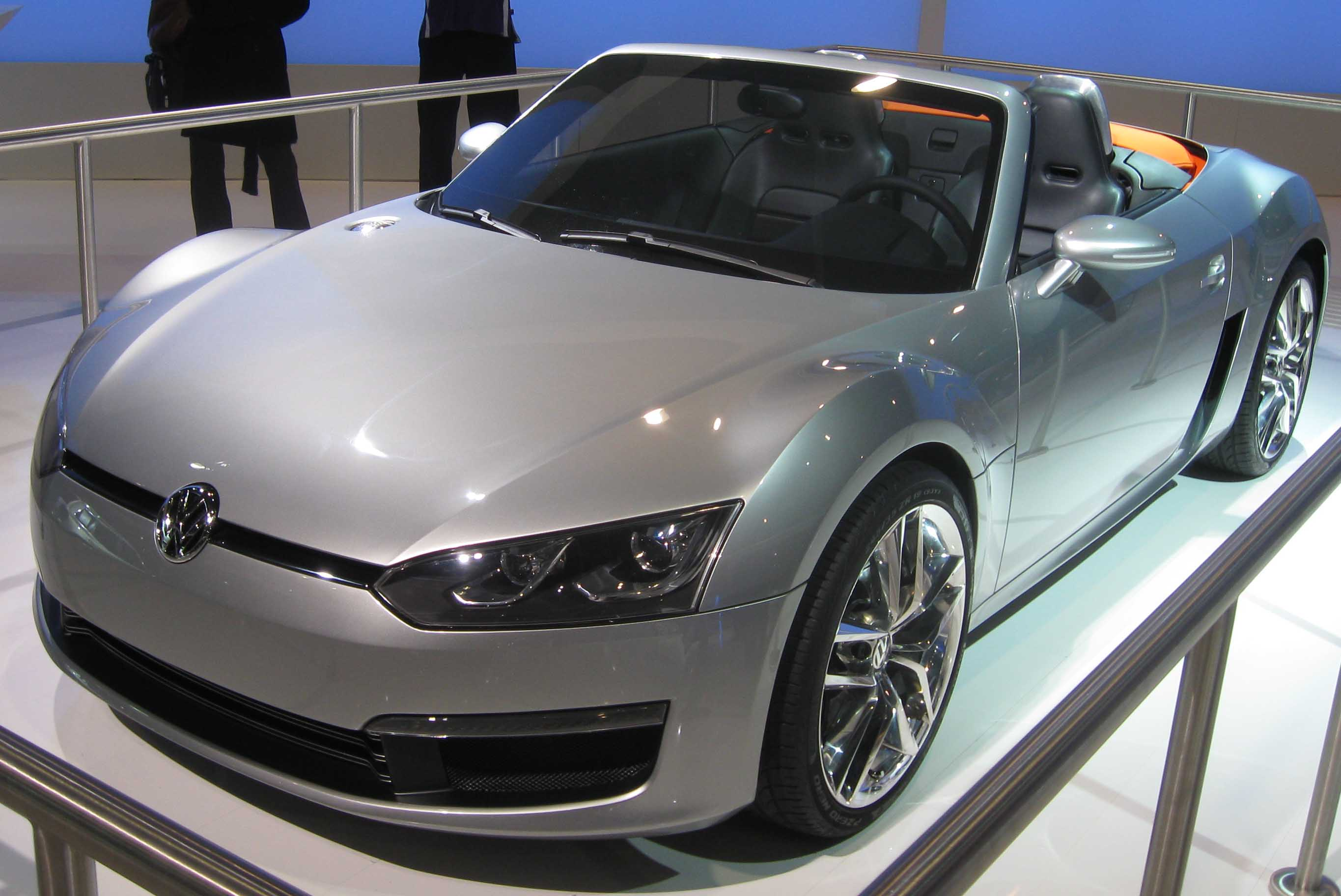
Engenharia automóvel: veículo conceptual da Volkswagen.

A engenharia automóvel, engenharia automotiva ou engenharia automobilística é um ramo da engenharia mecânica especializado nos vários tipos de veículos automóveis. Nela são aplicados elementos de ciências de base e de engenharia, elementos de engenharia mecânica, eletrotécnica, eletrónica, informática e de segurança e aperfeiçoamentos técnicos que respondem à evolução tecnológica dos automóveis, no sentido de aumentar a qualidade, competitividade e a produtividade no setor automóvel.

## Vertentes da engenharia automóvel

### Engenharia de produto
Na verdade a engenharia de produto, a engenharia automóvel atua nos seguintes aspectos: Engenharia de segurança: análise dos acidentes automóveis - incluindo o seu impacto nos ocupantes dos veículos - e o cumprimento dos parâmetros legais de segurança em veículos. Nessa análise são avaliados vários parâmetros, nomeadamente a atuação dos cintos de segurança e airbags, a resistência lateral e frontal ao choque, a resistência ao capotamento. A análise é realizada com o auxílio de várias ferramentas e métodos, como a simulação computacional de acidentes, os dispositivos antropomórficos de ensaio (crash test dummies) e os testes destrutivos (crash tests) com automóveis falsos.
- Consumo de combustível e emissões poluentes: a eficiência em termos de consumo de combustível é avaliada através do número de litros de gasolina ou diesel gasto por um veículo depois de percorrer 100 km. As emissões poluentes são avaliadas em termos da quantidade de hidrocarbonetos, óxidos de azoto (NOx), monóxido de carbono (CO), dióxido de carbono (CO2) e outros gases emitidos para a atmosfera, por um veículo em funcionamento.
- Dinâmica do veículo: consiste na resposta do veículo aos seguintes aspetos: carga, condução, direção, travagem e tração. O projeto dos sistemas de suspensão, direção, estrutura, rodas, pneus e controlo de tração são alvo de uma grande atenção por parte dos engenheiros de dinâmica, no sentido de dotarem o veículo das qualidades dinâmicas desejadas.
- Ruídos, vibração e aspereza (NVH, noise, vibration and harshness): a NVH é a impressão tátil e auditiva do motorista em relação ao veículo. Enquanto que a impressão auditiva pode ser interpretada como um chocalhar, um guinchar ou um assobiar, a impressão tátil pode ser sentida como uma vibração no volante. Estas impressões são geradas por componentes em fricção, em vibração ou em rotação ou por outros aspetos como o vento. Um engenheiro de NVH procurará eliminar as más características de ruídos, vibração e dureza de um automóvel.
- Desempenho: o mesmo consiste num valor mensurável e testável relativo à capacidade do veículo de se comportar em várias condições. O desempenho pode ser considerado em termos de uma série de parâmetros, mas está geralmente associado à rapidez com que um automóvel pode acelerar (dos 0 km/h aos 100 km/h), a rapidez de travagem (dos 100 km/h aos 0 km/h), a quantidade de forças g que pode gerar sem derrapar, capacidade de curva e outras. O desempenho também pode refletir a capacidade de controlo do veículo em condições climatérias adversas, como a chuva, a neve e o gelo.
- Durabilidade e corrosão: avaliação de um veículo no que diz respeito à sua vida útil. Nesta avaliação entram fatores como a quilometragem total, a condução em condições adversas e os banhos corrosivos de sal.
- Ergonomia: análise e projeto das condições de acomodação dos ocupantes de um veículo, de entrada e saída, campo de visão do motorista, acesso aos pedais, volante e outros controlos, bem como de outros aspetos do conforto.
- Climatização: condições de conforto ambiental dentro da cabina de um automóvel, no que diz respeito à temperatura e humidade.
- Facilidade de condução: a resposta do veículo às diversas condições de condução.
- Custo: o custo de um modelo automóvel tem em conta, normalmente, os custos variáveis do veículo e dos seus extras, bem como os custos fixos associados ao seu desenvolvimento. Existem também custos associados às garantias e ao marketing.
- Viabilidade de produção: existe o risco elevado de um componente automóvel ser projetado de uma forma que torna difícil ou impossível a sua correta fabricação. Os engenheiros de produto automóvel terão que trabalhar em conjunto com os engenheiros de produção industrial no sentido dos projetos resultantes serem fáceis e económicos de fabricar e montar, mantendo a sua funcionalidade e aparência.

### Engenharia de desenvolvimento
Em comparação com a engenharia de produto que trata de cada sistema individualmente, a engenharia de sistemas ou de desenvolvimento aborda a interação dos diversos sistemas do automóvel, de modo a cumprirem os requisitos ditados pelos fabricantes, pelas imposições legais e pelo consumidor. Conquanto existem múltiplos componentes e sistemas num automóvel que se destinam a desempenhar uma função específica, os mesmos também têm que funcionar em harmonia com os restantes. Por exemplo no caso dos travões, apesar da sua função principal ser a de permitir que o automóvel trave, os mesmos também têm que permitir um níveis aceitáveis de conforto no pedal, de ruído de travagem e de interação com o sistema ABS.
Outro aspeto abordado pela engenharia de desenvolvimento é o processo de compensação entre uns atributos e outros, de modo a que o automóvel se torne num conjunto equilibrado. Um exemplo, é o equilíbrio entre o desempenho do motor e a economia de combustível. Do ponto de vista do motor, estes são fatores opostos. O fator desempenho privilegia um motor grande e potente, enquanto que, pelo contrário, a economia de combustível privilegia um motor menor. 
A engenharia de desenvolvimento também está encarregue de organizar o teste, a validação e a certificação dos automóveis. Os componentes e os sistemas são projetados e testados individualmente pelos engenheiros de produto. Contudo, a avaliação final terá que ser feita ao nível do veículo completo, no sentido de serem avaliadas as interações entre os vários sistemas. Por exemplo, o sistema de som do automóvel tem que ser avaliado ao nível do veículo, para se verificar se o mesmo causa interferência com outros componentes eletrónicos, se o som é sentido em todos os lugares do automóvel e se os controlos estão facilmente acessíveis.

### Outras vertentes da engenharia automóvel
A engenharia automóvel também intervém em vertentes como as da aerodinâmica automotiva e da carroçaria do automóvel, conjugando a estética, com o aerodinamismo e a viabilidade de fabrico dos componentes da carroçaria.

## Engenheiros de automóveis

### Áreas de atuação
No âmbito da sua profissão, os engenheiros automóveis atuam, normalmente, nas seguintes áreas:
- Desenvolvimento, projeto, fabrica de montagem de equipamentos e sistemas para veículos automóveis, motocicletas, máquinas industriais e agrícolas;
- Consultoria do setor automóvel;
- Serviços técnicos de importadores e representantes de equipamentos para o setor automóvel;
- Entidades que operam no setor de inspeção, homologação, legislação automóvel e centros de formação de condutores de veículos;
- Apoio técnico especializado em equipamentos de competição automobilística;
- Transportes públicos e privados;
- Centros de formação técnica de fabricantes de veículos automotores;
- Exploração de frotas de veículos e de transportes públicos ou privados.
- como empreendedor, no qual o engenheiro trabalha por conta própria.

### Formação
A maioria dos engenheiros de automóveis obtém a sua formação académica através de um curso superior de engenharia mecânica de banda larga, especializando-se depois no setor automóvel. Contudo, alguns estabelecimentos de ensino superior ministram cursos de graduação e de pós-graduação específica em engenharia automóvel.Mylon Gay

#### No Brasil
No Brasil, existem cursos de engenharia automotiva em várias universidades, incluindo:
- Graduação em Engenharia Automotiva, na ETEP;
- Graduação em Eletrônica Automotiva, na Faculdade de tecnologia de Santo André;
- Graduação em Engenharia Automotiva, no Centro das Engenharias da Mobilidade na Universidade Federal de Santa Catarina
- Graduação em Engenharia Mecânica com Ênfase em Automobilística, no Centro Universitario da FEI;
- Pós graduação - Especialização em Mecânica Automobilística, no Centro Universitario da FEI;
- Graduação em Engenharia Automotiva, na Universidade Luterana do Brasil/RS;
- Graduação em Engenharia Automotiva, na Universidade de Brasília;
- Especialização em Engenharia Automotiva, na Escola Politécnica da Universidade de São Paulo,
- Mestrado em Engenharia Automotiva, na Escola Politécnica da Universidade de São Paulo;
- Especialização em Engenharia Automotiva, na Pontifícia Universidade Católica do Paraná;
- Especialização em Engenharia Automotiva, no Instituto Mauá de Tecnologia;
- Graduação em Engenharia Mecânica e de Automovel, no Instituto Militar de Engenharia.
- Graduação em Engenharia Automotiva, no Serviço Nacional de Aprendizagem Industrial(SENAI CIMATEC).

#### Em Portugal
Em Portugal, são ministrados os seguintes cursos superiores em engenharia automóvel:
- Licenciatura (1.º ciclo) + Mestrado (2.º ciclo) em Engenharia Automóvel, na Escola Superior de Tecnologia e Gestão de Leiria[1];
- Licenciatura (1.º ciclo) em Engenharia Mecânica - Ramo de Automóvel, na Escola Superior de Tecnologia de Setúbal[2];
- Mestrado (2.º ciclo) em Engenharia Automóvel, na Faculdade de Ciências e Tecnologia da Universidade de Coimbra[3];
- Licenciatura em Engenharia Mecânica Automóvel (1.º ciclo), no Instituto Superior de Engenharia do Porto[4].